# Bernd Schabbing
Bernd Schabbing (* 1970 in Münster) ist deutscher Professor für Betriebswirtschaft an der International School of Management (ISM) in Dortmund und Unternehmensberater.

## Leben und Karriere
Schabbing studierte Kulturwissenschaften, Geschichte, Philosophie und Psychologie an den Universitäten Münster und Hamburg, wo er 1995 den Magister und 2000 die Promotion mit einem wirkungsgeschichtlich (Presse) und betriebswirtschaftlich (Opern- und Konzertmanagement) ausgerichteten Thema abschloss. Parallel zur Promotion absolvierte er von 1995 bis 1998 den Diplom-Studiengang Kulturmanagement an der Musikhochschule Hamburg und schloss mit einer Arbeit über das Marketing neuer (Musik)-Technologien ab.
Vor seiner Berufung an die ISM war er von 2009 bis 2011 hauptberuflicher Dozent und Leiter des Fachbereiches Tourismus und Kultur an der britisch akkreditierten Heidelberg International Business Academy (heute Hochschule für internationales Management HIM). Bis 2009 bekleidete er verschiedene Fach- und Führungspositionen im touristischen Städte- und Regionalmarketing sowie in der Wirtschaftsförderung und im Standortmarketing. Von 1993 bis 1999 war er Mitarbeiter in einem Forschungsprojekt zur Wechselwirkung von technologischen und gesellschaftlichen Entwicklungen am Lehrstuhl für neuere Sozial-, Wirtschafts- und Technikgeschichte der Helmut-Schmidt-Universität Hamburg.

### Projekte
Schabbing ist seit 2008 auch als Unternehmensberater tätig und hat hier verschiedene Projekte umgesetzt. Von März 2017 bis Februar 2020 war der zertifizierte Qualitätscoach nach dem Tod des ehemaligen Geschäftsführers Markus Stern nebenberuflich für die Bad Karlshafen Gesellschaft für Standort und Marketing als Interimsgeschäftsführer tätig. Zuvor hatte er u. a. eine Machbarkeitsstudie für einen Hotelneubau in Bad Karlshafen (2015), ein Stadtteil- und Einzelhandels-Marketingkonzept für Dinslaken-Hiesfeld (2015), die Entwicklung eines Umnutzungskonzeptes als CLUB/SEL für eine Messegesellschaft im Ruhrgebiet (2014), ein Konzept und Maßnahmen zur Wertschöpfungsoptimierung im operativen Bereich des Flughafens Dortmund (2013), eine Konzeptentwicklung für Erweiterungsbau (Multifunktionszentrum) des Radisson BLU Frankfurt/Main (2012), eine Kundenbefragung und -segmentierung für das Rheingau Musik Festival (2010/2011), die strategische Neuausrichtung des Sole-Heilbades Bad Karlshafen (2010/2011) sowie ein Konzept für die Umnutzung eines 15.000 Quadratmeter großen Klinikgebäudes als Tagungszentrum für Europas größtes Yoga-Seminarhaus „Haus Yoga Vidya“ in Bad Meinberg (2008/2009).
Schabbing berät zudem laufend Tourismusbetriebe, hält Vorträge auf internationalen Konferenzen und veröffentlicht Fachartikel.

## Schriften (Auswahl)
- Mit Vanessa Wirtz, Birgit Crusius (Hrsg.): Karriere im Tourismus und in der Eventwirtschaft. Wege zum Traumberuf. Hamburg: Springer Gabler 2019. ISBN 3-65825057-7
- (2018). Personenverkehr  in  Deutschland:  Einschätzungen  und  Bewertungen  der Nutzer  zu relevanten Mobilitätsformen und Anreizsystemen auf Primärforschungsbasis. ISM Research Journal, 5(1), 1–24.
- ROMMEL,  K.,  SCHABBING,  B.,  SCHLESINGER,  D.  M.,  &  VASTAG,  A.  (2018).  Abschluss  des  Projektes  FH Struktur:  Innovative  Konzepte  für  eine  nachfrageorientierte  Versorgung  und  Mobilität  Chancen  und Herausforderungen  für  Konzepte  und  Strategien  zur  dezentralen  Energieversorgung  und  nachhaltigen Mobilität., Böckenholt,  Ingo;  Rommel,  Kai  [Hrsg.]:  ISM-Forschungsbericht  2017 (pp.  39–43).  readbox publishing.2017
- How to make destinations resilient – from theory to practical application. In: Innerhofer, E., Fontanari, M., Pechlaner, H. (Hrsg.), Destination Resilience – Challenges and Opportunities for Destination Management and Governance. Routledge 2018, S. 164–174
- ROMMEL, K., SCHABBING, B., SCHLESINGER, D. M., & VASTAG, A. (2017). FH Struktur: Innovative Konzepte für eine nachfrageorientierte Versorgung und Mobilität. Chancen und Herausforderungen für Konzepte und Strategien zur dezentralen Energieversorgung und nachhaltigen Mobilität., Böckenholt, Ingo; Rommel, Kai [Hrsg.]: ISM-Forschungsbericht 2016 (pp. 37–38). readbox publishing.
- Personenverkehr und Mobilität in Deutschland: Wesentliche Entwicklungsrichtungen, Treiber und Hemmnisse und Ableitung erster Ansätze für eine stärker nachfrageorientierte Ausrichtung der Versorgung. In: Böckenholt, I. (Hrsg.), ISM Research Journal, Jg. 3 (2016), Heft 1, S. 1–32  Aktuelle Anforderungen an das Eventmanagement und die Folge(runge)n für das Eventstudium in Deutschland: Die Arbeit des Qualitätszirkels Veranstaltungs- und Eventstudium (QZVE). In: Wünsch, U. (Hrsg.) (2016): Handbuch Erlebniskommunikation. Grundlagen und Best Practice für erfolgreiche Veranstaltungen. Erich Schmidt Verlag, Berlin, S. 371–386
- ROMMEL, K., SCHABBING, B., SCHLESINGER, D. M., & VASTAG, A. (2017). Endbericht: Innovative Konzepte für eine nachfrageorientierte Versorgung und Mobilität. International School of Management.2016
- ROMMEL, K., SCHABBING, B., SCHLESINGER, D. M., & VASTAG, A. (2016). FH Struktur: Innovative Konzepte für  eine  nachfrageorientierte  Versorgung  und  Mobilität – Chancen  und  Herausforderungen  für  Konzepte und Strategien zur dezentralen Energieversorgung und nachhaltigen Mobilität., Böckenholt, Ingo; Rommel, Kai [Hrsg.]: ISM-Forschungsbericht 2015 (pp. 17–30). readbox publishing.2015
- SCHABBING,   B.    (2015).    Stadtmarketing   3.0:    zielgruppenbezogene,    konsistente    und    authentische Stadtmarken sind die Herausforderung des 21. Jahrhunderts. ISM Research Journal, 2(1), 81–98.
- Emotionalisierung von (Marketing)Events: Möglichkeiten und Grenzen der Wirkung, Funktionalität und Auswahl von Musik. In: Zanger, C. (Hrsg.) (2015):  Events und Emotionen. Wissenschaftliche Konferenz Eventforschung. Wiesbaden: Springer Gabler Verlag, S. 103–134
- ROMMEL,  K.,  SCHABBING,  B.,  SCHIMANSKY,  A.,  SCHLESINGER,  D.  M.,  &  VASTAG,  A.  (2015).  FH  Struktur: Innovative    Konzepte    für    eine    nachfrageorientierte    Versorgung    und    Mobilität    Chancen    und Herausforderungen  für  Konzepte  und  Strategien  zur  dezentralen  Energieversorgung  und  nachhaltigen Mobilität., Böckenholt,  Ingo;  Rommel,  Kai  [Hrsg.]:  ISM-Forschungsbericht  2014(pp.  13–18).  readbox publishing
- Risikobetrachtung für Kreuzfahrten - Eine systematische Risikoanalyse und -bewertung der Urlaubsform Kreuzfahrt am Beispiel von Clubschiffen und Megalinern. ISM-Schriftenreihe, Band 28. Münster: Verlagshaus Monsenstein und Vannerdat 2014 (Zusammen mit Nora König)
- Stärkung von Wettbewerbsvorteilen und Alleinstellungsmerkmalen im Städtetourismus durch genuine kulturtouristische Produkte. Ingo Böckenholt (Hrsg.): ISM-Research Journal 1/2014, Dortmund und Münster, MV-Verlag, 2014, S. 77–88
- Potenziale des interkulturellen Tourismus für eine bessere Positionierung und Kundenbindung von Reiseveranstaltern und Leistungsträgern. In: Hartmann, R., Herle, F.-B. (Hrsg.), Interkulturelles Management in Freizeit und Tourismus. Tagungsband der Deutschen Gesellschaft für Tourismuswissenschaft. ESV, Erich Schmidt Verlag, Berlin 2014, S. 91–103
- Managerial implications of an in-depth customer analysis of German classical music festival customers. ISM Discussion Paper No. 30. Münster: Verlagshaus Monsenstein und Vannerdat 2013 (zusammen mit Adrienne Steffen)
- Musik- und Audiotechnologien zwischen Technik, Marketing und Kundenwunsch. Praxisstudien zur Einführung von Quadrophonie, Dolby Surround, CompactDisc und Music on demand auf dem deutschen Markt. Osnabrück, EpOS 2005

| Personendaten    | Personendaten                                               |
| ---------------- | ----------------------------------------------------------- |
| NAME             | Schabbing, Bernd                                            |
| KURZBESCHREIBUNG | deutscher Hochschullehrer, Professor für Betriebswirtschaft |
| GEBURTSDATUM     | 1970                                                        |
| GEBURTSORT       | Münster                                                     |